# Hochwald
Hochwald (toponimo tedesco) è un comune svizzero di 1 293 abitanti del Canton Soletta, nel distretto di Dorneck.